# Tom Steyer

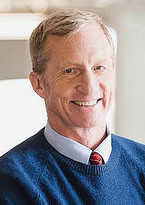
Steyer 2016

Thomas Fahr Steyer (* 27. Juni 1957 in New York City, New York, USA) ist ein US-amerikanischer Fondsmanager, Umweltschützer und Spender für die Demokraten.

## Karriere
Steyer wuchs auf an der Upper East Side. Er studierte in Yale Politik und Wirtschaft (Phi Beta Kappa), ehe er als Banker für Morgan Stanley und Goldman Sachs arbeitete. 1986 gründete er den Hedgefonds Farallon Capital, aus dem er sich im Jahr 2012 mit einem geschätzten Vermögen von 1,6 Milliarden US-$ zurückzog, um sein politisches Engagement zu verstärken.

## Politisches Engagement
Steyer ist ein langjähriger Unterstützer der Demokraten. So unterstützte er schon John Kerry im Wahlkampf gegen George W. Bush 2004, setzte sich für eine größere Rolle der Umwelt in der Politik ein, organisierte den Widerstand gegen die Öl-Pipeline Keystone XL zwischen Kanada und den USA und gründete die Bewegung Next Generation America.
2017 gründete er die Bewegung „Need to Impeach“, die ein Amtsenthebungsverfahren gegen US-Präsident Donald Trump anstrebt. Für diese Initiative reiste Steyer durch die Vereinigten Staaten, hielt Reden und hatte Veranstaltungen organisiert. Nach monatelangen Spekulationen erklärte er im Januar 2019, „momentan“ nicht zur Präsidentschaftswahl 2020 anzutreten, sondern seine Energie weiterhin auf eine Beendigung der Präsidentschaft Trumps zu konzentrieren. In einem Video auf Twitter kündigte Steyer am 9. Juli 2019 an, dass er nun doch als Kandidat der Demokraten zur Wahl 2020 antreten werde. Er erklärte den Rückzug seiner Kandidatur am 29. Februar 2020.

## Bibliographie
- Cheaper, Faster, Better: How We'll Win the Climate War. (2024). Spiegel & Grau. ISBN 978-1954118645.[8]

## Privates
Er ist seit 1986 mit Kathryn Taylor verheiratet und hat mit ihr vier Kinder. Die Familie lebt heute in San Francisco, in der Nähe der Golden Gate Bridge. Steyers Vater, Roy Henry Steyer, war Ankläger bei den Nürnberger Kriegsverbrecherprozessen.